# Hilde Mattauch

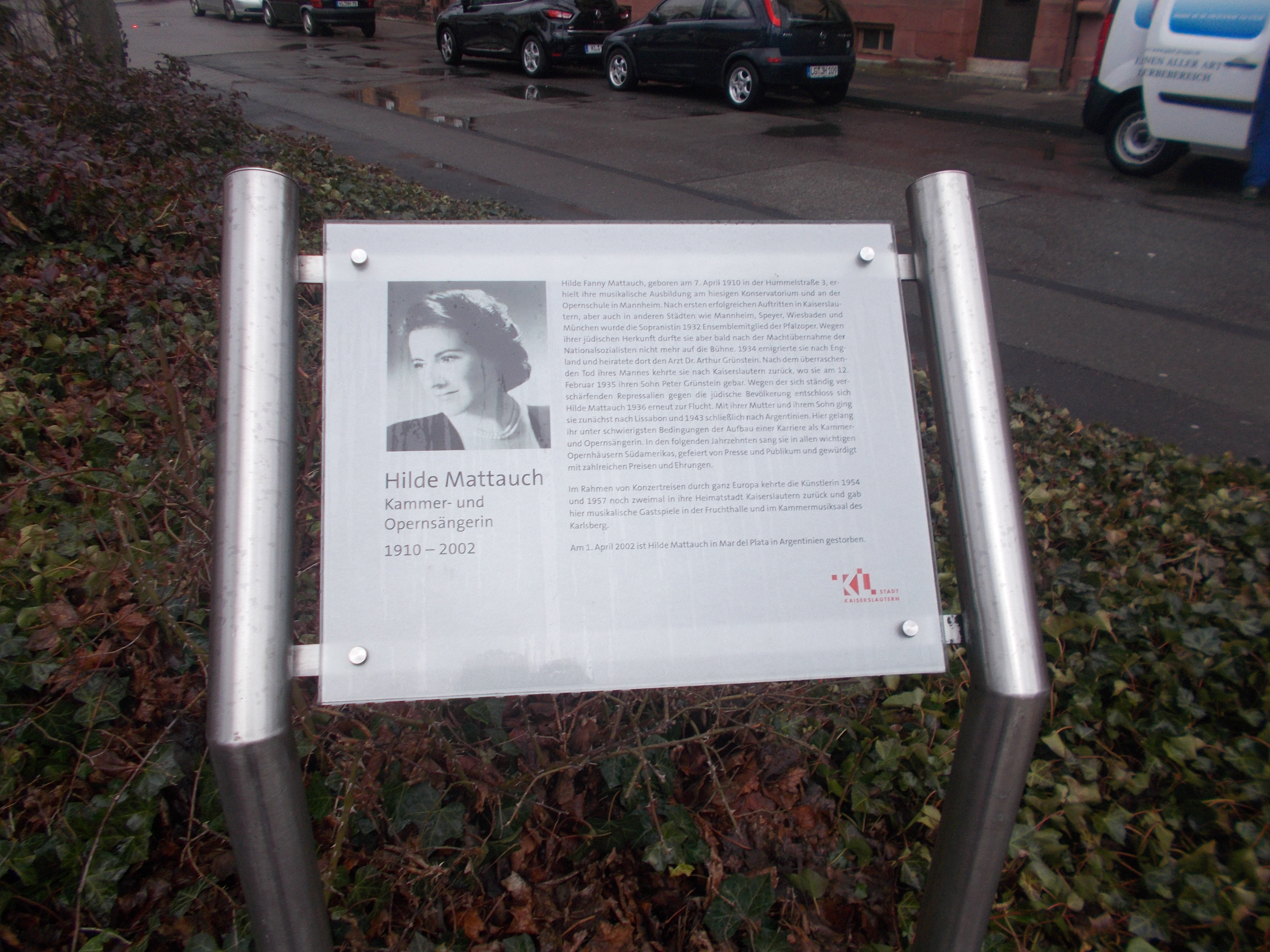
Plakette am Hilde-Mattauch-Platz mit Vita von Hilde Mattauch

Hilde Fanny Mattauch (geboren 7. April 1910 in Kaiserslautern; gestorben 2. April 2002 in Buenos Aires) war eine deutsch-argentinische Opernsängerin in der Stimmlage Sopran.
Mattauch wurde am Konservatorium in Kaiserslautern und an der Opernschule Mannheim ausgebildet. Ihre ersten erfolgreichen Auftritte hatte sie vor allem in Kaiserslautern, aber auch in Mannheim, Speyer, Wiesbaden und München. 1932 wurde sie Ensemblemitglied der Pfalzoper.
Nach der Machtergreifung durfte sie allerdings aufgrund ihrer jüdischen Herkunft nicht mehr auftreten und emigrierte 1934 nach England, wo sie den Arzt Dr. Arthur Grünstein heiratete. Nach dem überraschenden Tod ihres Mannes kehrte sie jedoch wieder nach Kaiserslautern zurück, wo sie ihren Sohn Peter Grünstein gebar. Wegen der ständig verstärkten Gesetze gegen Juden entschied sich Mattauch 1936 erneut zur Flucht. Diesmal flüchtete sie mit ihrer Mutter und ihrem Sohn zunächst nach Lissabon in Portugal und dann 1943 weiter nach Argentinien.
In Argentinien gelang ihr der Aufbau einer Karriere als Kammer- und Opernsängerin. In der Folgezeit sang Mattauch in Konzerten des Circulo Femenino Musical Santa Cecilia, der Asociación Sinfónica Femenina y Coral Argentina, des Collegium Musicum und der Asociación Amigos de la Música und arbeitete mit Teodoro Fuchs und Mauricio Kagel zusammen. In den 1950er Jahren unternahm sie auch Konzertreisen nach Europa. In dieser Zeit kam sie 1954 und 1957 auch nach Kaiserslautern und trat dort unter anderem in der Fruchthalle Kaiserslautern auf.
Nach Hilde Mattauch ist der Hilde-Mattauch-Platz in Kaiserslautern benannt. Ihr Nachlass befindet sich im Institut für pfälzische Geschichte in Kaiserslautern.

## Auszeichnungen
1963 wurde Hilde Mattauch als beste Sängerin Argentiniens ausgezeichnet.